# Canoeing
Canoeing (đôi khi được gọi là đua xuồng canoe hoặc đua xuồng kayak) là một môn thể thao hay hoạt động vui chơi giải trí ngoài trời bao gồm chèo một chiếc xuồng với một mái chèo đơn. Ở một số vùng ở châu Âu, canoeing còn đề cặp đến chèo thuyền hai người và chèo thuyền kayak, với một chiếc xuồng gọi là "canô mở".
Các hiệp hội canoeing quốc gia tại Hoa Kỳ, Canada, Anh, Scotland và Wales.